# Pescolanciano
Pescolanciano é uma comuna italiana da região do Molise, província de Isérnia, com cerca de 1001 habitantes. Estende-se por uma área de 33 km², tendo uma densidade populacional de 30 hab/km². Faz fronteira com Agnone, Carovilli, Chiauci, Civitanova del Sannio, Miranda, Pietrabbondante e Sessano del Molise.

## Demografia
| Variação demográfica do município entre 1861 e 2011                               |
|                                                                                   |
| Fonte: Istituto Nazionale di Statistica (ISTAT) - Elaboração gráfica da Wikipedia |